# Sitio de Nicea (727)
El sitio de Nicea de 727 fue un infructuoso intento del Califato omeya de conquistar la ciudad bizantina de Nicea, capital del tema opsiciano. Desde el fracaso del asedio de Constantinopla la capital bizantina, Constantinopla, de 717-718, el Califato había emprendido una serie de ataques contra el Imperio bizantino en Asia Menor. En 727, el ejército árabe, acaudillado por uno de los hijos del califa, penetró en Asia Menor, saqueó dos fortalezas bizantinas y a finales de julio llegó a Nicea. A pesar de los constantes asaltos que duraron cuarenta días, la ciudad resistió; finalmente los árabes desistieron de tomarla y regresaron al Califato. El fracaso del cerco fue un gran incentivo para el emperador bizantino León III, que acababa de  abordar una campaña iconoclasta contra la veneración de los iconos; León lo interpretó como una prueba de la aprobación divina a su política.

## Antecedentes
Al fracaso del largo asedio omeya de Constantinopla del 717-718 le siguió una etapa de paz mientras los omeyas se recuperaban del revés, aplastaban la rebelión de Yazid ibn al-Muhallab y sopesaban cuáles eran sus prioridades. Cuando se reanudó la guerra en el 720, el objetivo musulmán ya no era la conquista del imperio vecino. Los musulmanes aún emprendían incursiones allende los montes Tauro en el Asia Menor bizantina todas las primaveras y veranos, en ocasiones con participación naval, a las que seguía la habitual campaña invernal; arrasaron amplias zonas de Asia Menor y destruyeron varias fortalezas, pero ya no trataron de conservar los castillos que conquistaban al oeste de la cordillera del Tauro. Los bizantinos no reaccionaban ante estas correrías, pues reservaban fuerzas y evitaban contender con las fuerzas califales, muy superiores. En vez de impedir o estorbar las incursiones enemigas, se refugiaban en los castillos que salpicaban Asia Menor.
Con la entronización del califa Hisham (723-743), creció la entidad de las campañas musulmanas. Uno de los jefes principales de estas nuevas incursiones fue uno de los hijos del califa, Mu'awiya, que encabezó las de 725 y 726; la primera alcanzó Dorilea.

## La invasión del 727 y el asedio de Nicea
En el verano del 727, Mu'awiya encabezó una nueva y gran invasión en la que Abdallah al-Battal llevó el mando de la vanguardia musulmana. El cronista bizantino Teófanes el Confesor afirma que tan solo esta la componían quince mil soldados y que el ejército en su conjunto lo formaban cien mil, un número exagerado. Teófanes también indica que el segundo de la expedición era un tal Amr, pero lo desmienten las fuentes árabes. El ejército musulmán se dirigió hacia el noroeste de Asia Menor; la vanguardia de al-Battal saqueó la ciudad de Gangra en Paflagonia y otro lugar que las fuentes árabes llaman Tabia, posiblemente el castillo de Ateous en Frigia. Gangra fue arrasada, pero durante el asalto a Tabia, los musulmanes, en especial los antioqueños, sufrieron grandes pérdidas.
Seguidamente, los musulmanes se dirigieron a Nicea, la principal ciudad de Bitinia y capital del poderoso thema Opsiciano. Llegaron ante la ciudad a finales de julio, primero la vanguardia de al-Battal y luego el grueso del ejército. Los bizantinos, a los que mandaba probablemente el conde del thema, Artabasdo, evitaron la batalla con el enemigo y se refugiaron en el recinto amurallado. Los invasores asaltaron la plaza durante cuarenta días, y sus ingenios derrumbaron parte del lienzo de la muralla, pero no pudieron expugnarla. A finales de agosto, abandonaron el cerco y se retiraron con numerosos cautivos y copioso botín. La crónica Miguel el Sirio, del siglo XII, afirma que los habitantes de la ciudad la abandonaron y huyeron a través del lago Ascania, tras lo cual los musulmanes la destruyeron, pero es una aseveración equivocada.

## Conclusiones
El fracaso del cerco de Nicea fue un importante triunfo bizantino. El emperador León III (717-741) lo interpretó como una señal del favor de Dios a sus recientes medidas iconoclastas que le hizo ampliarlas. Esto está relacionado probablemente con un pasaje de Teófanes en el que cuenta la historia de un tal Constantino, ordenanza (strator) de Artabasdo, que lanzó una piedra contra un icono de la Virgen María y luego lo pisoteó; el soldado murió al día siguiente alcanzado por un tiro de catapulta, acontecimiento que Teófanes interpretó como un acto de venganza divina. Posiblemente esta fuese una historia favorable a los iconoclastas que Teófanes, muy hostil al movimiento, haya tergiversado.
El asedio fue el punto culminante de las incursiones omeyas en territorio imperial, puesto que los ejércitos califales nunca volvieron a penetrar tanto en Asia Menor. A partir de entonces, el ejército del Levante y Mesopotamia, que aportaba el grueso de las tropas para las campañas contra Bizancio se empleó cada vez más en las estériles y enconadas campañas contra los jázaros del Cáucaso. Estos les infligieron una grave derrota en el 730, que precedió a la liga que hicieron con los bizantinos y que se selló con la boda entre el hijo y heredero del emperador León III, Constantino V (741-775), y la princesa jázara Irene. Durante los años siguientes, el Imperio bizantino fue recobrando fuerzas, al tiempo que el califato, demasiado vasto, se debilitaba. En consecuencia, las incursiones musulmanas de la década de 730 fueron cada vez menos importantes y se limitaron a correr los territorios fronterizos. Para el 740, cuando los omeyas reunieron el mayor ejército desde el 718, los bizantinos ya eran lo suficientemente fuertes como para batirlo en la batalla de Akroinon.